# Marcelo Machado
Marcelo „Marcelinho“ Magalhães Machado (* 12. April 1975 in Rio de Janeiro) ist ein ehemaliger brasilianischer Basketballspieler. Zu den größten Erfolgen des Nationalspielers und Olympiateilnehmers zählt der zweimalige Titelgewinn der FIBA-Amerikameisterschaft und der dreimalige Titelgewinn bei den Panamerikanischen Spielen. Mit seinem letzten Verein CR Flamengo gewann Machado die FIBA Americas League sowie den Intercontinental Cup 2014 sowie bislang sechs brasilianische Meisterschaften allein mit Flamengo.
Machado gewann zudem diverse individuelle Auszeichnungen als Topscorer und Most Valuable Player (MVP) dieser Wettbewerbe. Er versuchte sich nur kurz im Ausland und spielte zwei Spielzeiten in Italien und Spanien sowie später eine Saison bei Žalgiris Kaunas in Litauen, bevor er in sein Heimatland zurückkehrte, wo er mit Flamengo schließlich seine größten Erfolge erreichte und für die er Stand 2016 immer noch in der höchsten Spielklasse aktiv ist.

## Karriere
Machado begann seine Karriere bei Fluminense Rio de Janeiro in seiner Heimatstadt, bevor er sich über die Klubs von Tijuca und Corinthians aus Santa Cruz do Sul auch für die Herren-Nationalmannschaft empfehlen konnte. Nachdem Brasiliens Idol Oscar Schmidt nach den Olympischen Spielen 1996 aus der Nationalmannschaft zurückgetreten war, debütierte Machado mit 23 Jahren erstmals in einem Endrundenkader bei der WM-Endrunde 1998, bei der er jedoch nur in den ersten beiden Spielen eingesetzt wurde, als Brasilien nach nur zwei Siegen aus acht Spielen am Ende den zehnten Platz von 16 Teilnehmern erreichte.
Nachdem er zu Botafogo zurück in seine Heimatstadt gewechselt war, verpasste die Nationalmannschaft beim Torneo de las Américas 1999 die Qualifikation für die Olympischen Spiele im darauffolgenden Jahr recht deutlich, als man in der Zwischenrunde nur noch einen Sieg erzielen konnte. Bei den anschließenden Panamerikanischen Spielen 1999 in Winnipeg erreichte die brasilianische Auswahl dagegen den dritten Turniersieg nach 1971 und 1987, als man bis auf eine Vorrunden-Niederlage gegen eine Auswahl der Vereinigten Staaten, die nunmehr für dieses Turnier aus Spielern der Minor League CBA gebildet worden war, alle Spiele mit mindestens zehn Punkten Unterschied gewinnen konnte. Im Finale konnte man die US-Amerikaner klar mit 17 Punkten Unterschied 95:78 besiegen.
Zwei Jahre später war das Torneo de las Américas 2001 in Neuquén die Qualifikation für die WM-Endrunde 2002. In der Vorrunde gewann Brasilien alle Spiele bis auf eine Niederlage nach Verlängerung gegen Gastgeber Argentinien und erreichte schließlich die WM-Qualifikation und das Turnier-Endspiel, in dem man den Argentiniern, die bei den folgenden Weltmeisterschaften und Olympischen Spielen als „Generación Dorada“ noch für Furore sorgen sollten, um Turnier-MVP Manu Ginóbili deutlich mit fast zwanzig Punkten Unterschied unterlag.
Nach drei Jahren bei Botafogo kehrte Machado schließlich 2001 zu Fluminense zurück und war für die brasilianische Auswahl bei der WM-Endrunde 2002 in Indianapolis mit fast 21 Punkten pro Spiel interner Topscorer, wobei er unter anderem vom Turnier-MVP Dirk Nowitzki noch übertroffen wurde. Nachdem die brasilianische Auswahl die ersten vier Spiele alle gewonnen hatte, verlor man in der Zwischenrunde das Spiel gegen den späteren Weltmeister BR Jugoslawien deutlich mit 21 Punkten Unterschied 69:90 und schließlich auch alle restlichen Spiele, darunter Viertelfinale und Platzierungsspiele. Machados individuelle Leistungen waren jedoch eine Empfehlung für einen professionellen Vertrag in Europa und so verließ er im Anschluss die kriselnde brasilianische Liga.
In der Saison 2002/03 spielte Machado in Italien für den ehemaligen Erstligisten Crabs Basket aus Rimini in der Legadue. Der Vorjahres-Absteiger verpasste jedoch auf dem neunten Platz erneut den Einzug in die Play-offs um den Aufstieg und die Rückkehr in die höchste Spielklasse. Nachdem Brasilien in überzeugender Manier bei den Panamerikanischen Spielen 2003 seinen Titelgewinn im Finale gegen Gastgeber Dominikanische Republik verteidigen konnte, verlief die Olympiaqualifikation beim Torneo de las Américas 2003 im benachbarten karibischen Inselstaat Puerto Rico erneut enttäuschend, als man alle vier Zwischenrundenspiele verlor. In der folgenden Saison spielte Machado in Spanien ebenfalls für einen ehemaligen Erstligisten in der LEB bei Cantabria Lobos aus Torrelavega zusammen mit unter anderem Ginóbilis älterem Bruder Sebastián und dem US-Österreicher Paris Bryant. Der Vorjahresabsteiger verpasste auf dem elften Platz ebenfalls den Einzug in die Aufstiegs-Play-offs.
Nachdem Machado im europäischen Vereinsbasketball zunächst nur bescheidenen Erfolg gehabt hatte, kehrte er vorerst nach Brasilien zurück und spielte in seiner Heimatstadt für Telemar, mit denen er als Topscorer der Liga 2005 seine erste brasilianische Meisterschaft gewann. Zwei Jahre nach dem Titelgewinn bei den Panamerikanischen Spielen erwies sich die dominikanische Hauptstadt Santo Domingo erneut als erfolgversprechend, als man die WM-Qualifikation beim erstmals als FIBA-Amerikameisterschaft 2005 ausgetragenen Turnier erreichte. Obwohl man in Vor- und Zwischenrunde drei von acht Spielen verloren hatte, reichte es in der K.-o.-Runden zu Siegen mit mehr als zehn Punkten Unterschied über die Vereinigten Staaten und Argentinien und dem ersten Turniersieg seit den 1980er Jahren in dem vormaligen Torneo de las Américas. Machado von der Siegermannschaft wurde als Topscorer des Turniers mit gut 23 Punkten pro Spiel auch zum MVP der Meisterschaft gekürt und damit prominenteren Mannschaftskameraden wie Anderson Varejão, Leandro Barbosa, Marcelo Huertas und Tiago Splitter vorgezogen. Ein Trainingslager bei Varejãos NBA-Klub Cleveland Cavaliers führte bei dem mittlerweile 30-jährigen Machado jedoch zu keinem längerfristigen Engagement.
In der folgenden Saison kam es zu einer folgenschweren Konfrontation zwischen der brasilianischen Liga und der von Oscar Schmidt initiierten Nossa Liga de Basquete, die schließlich zum vorzeitigen Ende und Ausfall der bisherigen Meisterschaft führte. Machados neue Mannschaft Telemig/Unitri aus Uberlândia hatte zu diesem Zeitpunkt ihre Vorrundengruppe gewonnen. Bevor die Novo Basquete Brasil (NBB) als wieder vereinte Liga eingeführt wurde, wechselte Machado nach der enttäuschenden WM-Endrunde 2006, bei der die Brasilianer nur ein Vorrundenspiel gegen die überforderten Katarer gewinnen konnten, erneut nach Europa, wo er diesmal beim europäischen Spitzenklub Žalgiris auch im höchstrangigen europäischen Vereinswettbewerb EuroLeague 2006/07 spielte. Žalgiris gewann jedoch im internationalen Wettbewerb nur zwei von 14 Vorrundenspielen und schied frühzeitig aus. Nachdem die Mannschaft aus Kaunas wie im Vorjahr das Finale der Baltic Basketball League gegen Lietuvos rytas Vilnius verloren hatte, konnte man sich wenigstens den Meisterschaftstitel in der litauischen Liga LKL vom Erzrivalen zurückholen.
Nach eher mäßigen Wurfquoten und Verletzungsproblemen kehrte Machado erneut nach Brasilien zurück. Bei den Panamerikanischen Spielen 2007 vor heimischem Publikum in Rio de Janeiro konnte die brasilianische Auswahl mit Machado den Titel-Hattrick perfekt machen und bei der als Olympiaqualifikation ausgespielten Amerikameisterschaft 2007 reichte es zum Einzug ins Halbfinale. Nach der Niederlage gegen den amtierenden Olympiasieger Argentinien verpasste man jedoch die direkte Olympiaqualifikation und verlor auch das „kleine Finale“ um die Bronzemedaille gegen Puerto Rico. Machado war trotz gut elf Punkten pro Spiel bei weitem nicht mehr der dominante Scorer wie zwei Jahre zuvor und auch innerhalb der brasilianischen Auswahl wurden mehr Punkte durch Barbosa und Splitter beigesteuert. Beim vorolympischen Qualifikationsturnier 2008 in Athen verlor jedoch Brasilien nach den Gruppenspielen im Viertelfinale das K.-o.-Spiel gegen Deutschland, als sich Dirk Nowitzki seinen Traum von einer Olympiateilnahme erfüllen konnte, und die brasilianische Auswahl verpasste zum dritten Mal in Folge eine Teilnahme an den Olympischen Spielen.
Nach seiner Rückkehr nach Brasilien 2007 spielte Machado, der neben kleineren Vereinen in Rio bislang für Fluminense und Botafogo aktiv gewesen war, für CR Flamengo, bei dem auch der „Paulista“ Oscar Schmidt seine aktive Karriere beendet hatte. Flamengo gewann die Meisterschaften 2008 und 2009 der NBB jeweils im Finale gegen UniCEUB aus Brasilia. Nach einem Sweep 2008 und einer Finalserie über die Maximalanzahl der Spiele 2009 verlor man dann schließlich 2010 die Finalserie knapp in fünf Spielen gegen den Rivalen aus der Hauptstadt. Marcelinho war in der Regel in allen drei Spielzeiten der Topscorer der Liga und Saison-MVP und war auch MVP der Liga Sudamericana beim Titelgewinn 2009 von Flamengo. Schließlich übertraf er im März 2010 einen Rekord von „Mão Santa“ Óscar, als er in einem einzelnen Spiel 63 Punkte und vier mehr als Oscar Schmidt erzielte und dabei 16 Würfe von jenseits der Dreipunktelinie traf.
Vier Jahre nach Santo Domingo 2005 hatte die brasilianische Auswahl mit dem Turniersieg bei der Amerikameisterschaft 2009 erneut die WM-Qualifikation geschafft, als man nach der einzigen Turnierniederlage in der Zwischenrunde gegen den Gastgeber Puerto Rico diesen im Finale knapp mit einem Punkt Unterschied besiegen konnte. Bei der WM-Endrunde 2010 in Japan erreichte man das neu eingeführte Achtelfinale, in dem man dem Nachbarn Argentinien knapp mit vier Punkten Unterschied 89:93 unterlag. Dagegen konnte die Auswahl bei der Amerikameisterschaft 2011 den Gastgeber Argentinien in der Zwischenrunde mit zwei Punkten Unterschied besiegen und erreichte schließlich den Finaleinzug, was die direkte Qualifikation für die Olympischen Spiele 2012 bedeutete.
Im Finale in Mar del Plata unterlagen die Brasilianer dem Gastgeber dann mit fünf Punkten Unterschied und verpassten die Titelverteidigung in diesem Wettbewerb. Damit konnte sich Machado aber auch seinen Traum von einer Teilnahme bei den Olympischen Spielen erfüllen, wobei er mit 37 Jahren beim olympischen Basketballturnier 2012 in London in einer Auswahl mit diversen Mannschaftskameraden aus der NBA und von Klubs der Euroleague nur noch Rollenspieler war. In der Vorrunde verlor man allein das Gruppenspiel gegen den späteren Medaillengewinner Russland, wobei Machado beim deutlichen Sieg über China mit zehn individuellen Punkten auch zweistellig punkten konnte. Im Viertelfinale bei der 77:82-Niederlage verhinderte erneut Argentinien den Einzug in die Medaillenrunde, so dass Brasilien ohne weitere Platzierungsspiele als Fünfter gewertet wurde.
Nachdem Flamengo 2011 und 2012 zweimal in der Play-off-Halbfinalserie den Einzug in das Finale um die Meisterschaft verpasst hatte, kehrte Machado mit der Mannschaft 2013 in das nunmehr als einzelnes Spiel ausgetragene Finale zurück. Gegen seinen ehemaligen Verein aus Uberlândia gewann man mit 77:70 und sicherte sich eine weitere Meisterschaft und die erneute Teilnahme an der FIBA Americas League. In diesem Wettbewerb gewann Flamengo 2014 das Finale gegen den nationalen Konkurrenten und Titelverteidiger EC Pinheiros mit 85:78 und der 39-jährige Machado wurde als Final-MVP ein weiteres Mal individuell ausgezeichnet. Nach der Titelverteidigung in der brasilianischen Meisterschaft wurde Machado für die brasilianische Nationalmannschaft reaktiviert, die sich bei der WM-Endrunde 2014 in der Vorrunde nur Gastgeber Spanien geschlagen gab und im Achtelfinale nun endlich Argentinien deutlich mit 20 Punkten Unterschied besiegte, bevor die Auswahl im Viertelfinale umso deutlicher dem späteren Vizeweltmeister Serbien unterlag.
Zu Beginn der folgenden Saison konnte Flamengo erstmals auch den wieder eingeführten Intercontinental Cup gegen Euroleague-Gewinner Maccabi Tel Aviv gewinnen und war damit der erste südamerikanische Gewinner in über 30 Jahren in dem nur sporadisch ausgetragenen Wettbewerb. In der Americas League 2015 verlor Flamengo als Titelverteidiger das Halbfinale knapp mit einem Punkt Unterschied gegen die mexikanische Mannschaft Pioneros aus Quintana Roo wie auch ein weiteres Jahr später mit zwei Punkten Unterschied gegen den Titelverteidiger und nationalen Konkurrenten aus Bauru, den man jedoch in der nationalen Meisterschaft in den Finalserien 2015 und 2016 zweimal besiegen konnte. Auch wenn Machado an den Olympischen Spielen 2016 in seiner Heimatstadt nicht mehr aktiv teilnimmt, so gilt der in seinem Heimatland populäre Sportler als Botschafter seines Sports und von Rio im Speziellen.

## Erfolge
Nationalmannschaft
- Amerikameister 2005, 2009
- Titelgewinn bei den Panamerikanischen Spielen 1999, 2003, 2007

Verein
- Américas League 2014
- Liga Sudamericana 2009
- Brasilianischer Meister 2005, 2008, 2009, 2013, 2014, 2015, 2016
- Litauischer Meister 2007